# Contramaestre

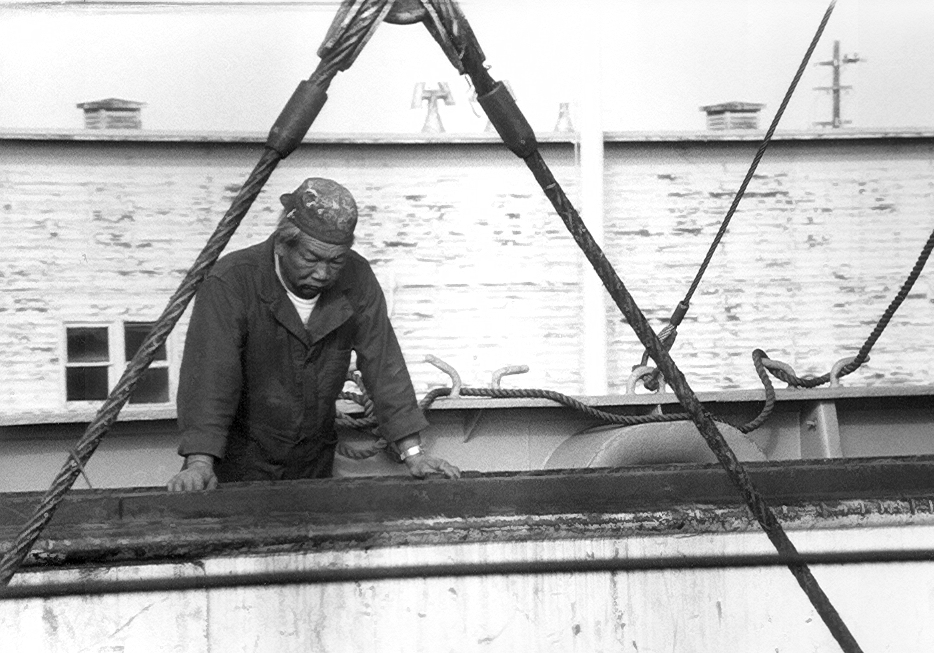
Contramaestre ejerciendo sus funciones

El contramaestre es en la actualidad la persona encargada de conducir a la marinería. Es personal de maestranza y es el responsable directo de ejecutar las siguientes responsabilidades:
- vigilar sobre la conservación de los aparejos de la nave y proponer al capitán las reparaciones que crea necesarias
- arreglar en buen orden el cargamento
- tener la nave expedita para las maniobras que exige la navegación
- mantener el orden, la disciplina y buen servicio en la tripulación, pidiendo al capitán las órdenes e instrucciones que sobre todo ello estime más conveniente y dándole aviso pronto y puntual de cualquiera ocurrencia en que sea necesaria la intervención de su autoridad
- detallar a cada marinero, con arreglo a las mismas instrucciones, el trabajo que deba hacer a bordo y vigilar que lo desempeñe debidamente
- encargarse por inventario, cuando se desarme la nave, de todos sus aparejos y pertrechos, cuidando de su conservación y custodia a menos que por orden del naviero sea relevado de este encargo
- por imposibilidad o inhabilitación del capitán y del piloto, suceder en el mando y responsabilidad de la nave.[1]

Hasta la década de 1940, los "contramaestres" en la Marina militar española equivalían más o menos a los sargentos y brigadas del ejército de tierra. El tratamiento propio de los contramaestres es nostramo.

## En la Armada de Chile
Contramaestre es el suboficial más antiguo a bordo de la especialidad de maniobras.